# Stenichneumon laetabilis
Stenichneumon laetabilis är en stekelart som först beskrevs av Tosquinet 1889.  Stenichneumon laetabilis ingår i släktet Stenichneumon och familjen brokparasitsteklar. Inga underarter finns listade i Catalogue of Life.